# 크누트 함순
크누트 함순(노르웨이어: Knut Hamsun, 본명: 크누드 페데르센(노르웨이어: Knud Pedersen, 1859년 8월 4일 ~ 1952년 2월 19일)은 노르웨이의 소설가이다. 노르웨이 구드브란스달렌(노르웨이어: Gudbrandsdalen)의 바가(노르웨이어: Vågå) 출생으로, 롬(노르웨이어: Lom), 외위스테세(노르웨이어: Øystese) 등을 전전하며 생활을 하다가 1882년, 1886년 두 번 미국으로 건너가 농장 노동자, 판매원 등으로 생활하며 마크 트웨인의 소설 등을 접했다. 미니애폴리스에서 생활하며 미국 무정부주의와도 교류하였다. 1888년 귀국하여 코펜하겐에 정착했으며, 1890년에 소설 《굶주림》을 발표했다. 1891년부터 순회 강연을 다니며 헨리크 입센, 비에른스티에르네 비에른손 등에 대한 비판을 개진했다. 1899년 핀란드, 러시아, 조지아와 튀르키예 일대를 여행하고 이 때의 경험을 바탕으로 연극 《여왕 타마라》를 썼다. 신낭만주의를 대표하는 작가로 명성을 얻었다. 작품에 소설 《신비》, 《처녀지》와 희곡 《제국의 문턱에서》, 《투쟁 생활》 등이 있다. 1920년 노벨 문학상을 수상했다.

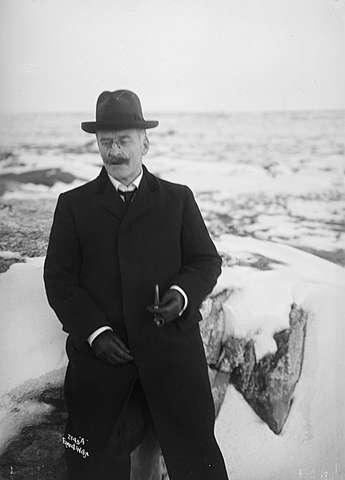
앤더스 비어 와일스가 촬영한 크누트 함순, 1914년

함순은 영국 자본의 노르웨이 진출과 보어 전쟁을 목격하면서 영국에 대한 반감을 가졌으며, 미국 생활에서 느낀 환멸은 그를 자본주의에 대한 비판자로 만들었다. 점차 우익으로 기운 함순은 제2차 세계대전으로 노르웨이가 나치 독일에게 점령된 이후에 여러 차례 노르웨이인들이 독일 점령군에 협력할 것을 호소했으며, 아돌프 히틀러와 나치즘을 공개적으로 지지했다. 이로 인해 전후에 가택연금되었고, 반역죄로 기소되었다. 정신적 문제, 고령의 나이를 고려하여 형사 처벌은 면하였으나 325,000 크로네의 보상금을 지불하였다.
1949년 마지막 작품인 《풀이 무성한 길에서》(노르웨이어: På gjengrodde stier)를 출간한 함순은 1952년 그림스타드에 있는 자택 뇌어홀름(노르웨이어: Nørholm)에서 사망했다.